# Давид Губачек
Давид Губачек (чеськ. David Hubáček, нар. 23 лютого 1977, Злін) — чеський футболіст, що грав на позиції захисника. Виступав, зокрема, за клуби «Славія» та «Фастав» (Злін). Дворазовий чемпіон Чехії. Володар Кубка Чехії.

## Клубна кар'єра
Народився 23 лютого 1977 року в місті Готвальдов. У професійному футболі дебютував 1996 року виступами за команду «Зноймо», в якій грав до 1997 року. Протягом 1998—2005 років Губачек грав у складі клубу «Фастав» (Злін), де став гравцем основного складу.
У 2005 році футболіст перейшов до складу клубу «Славія», в якому став гравцем основного складу команди. У складі «Славії» Губачек грав до 2013 року, та став у його складі дворазовим чемпіоном Чехії.
У 2013 році футболіст повернувся до складу команди «Фастав» (Злін), у складі якої в сезоні 2016—2017 років став володарем Кубка Чехії. У 2017 році Давид Губачек завершив виступи на футбольних полях.

## Виступи за збірну
У 1994 році Давид Губачек грав у складі юнацької збірної Чехії, за яку в цьому році зіграв 5 матчів.

## Титули і досягнення
- Чемпіон Чехії (2):

«Славія»: 2007–2008, 2008–2009
- Володар Кубка Чехії (1):

«Фастав» (Злін): 2016–2017